# Nachhaltiges Produktmanagement
Nachhaltiges Produktmanagement ist ein Tätigkeitsfeld im Unternehmen, welches zugleich die Aufgaben aus der Perspektive des Produktmanagements und des Nachhaltigkeitsmanagements vereint. Somit werden Aufgaben in Bezug auf die Entwicklung, Produktion und Vermarktung von Produkten unter Berücksichtigung von Aspekten der drei Säulen der Nachhaltigkeit bearbeitet.

## Abgrenzung und Integration

### Abgrenzung zum Produktmanagement
Der Zweck des Produktmanagements beschränkt sich in erster Linie darauf, den Markterfolg von Produkten sicherzustellen. Daraus leitet sich die Aufgabe ab, das Produkt über alle seine Produktlebenszyklusphasen zu betreuen und geeigneten Maßnahmen zu identifizieren und umzusetzen.

### Abgrenzung zum Nachhaltigkeitsmanagement
Nachhaltigkeitsmanagement konzentriert sich auf die Überwachung und Anpassung der Auswirkungen eines Unternehmens auf die drei Säulen der Nachhaltigkeit. Ziel ist als Unternehmen, einen aktiven Beitrag zur nachhaltigen Entwicklung zu leisten.
Das Drei-Säulen-Modell hebt die gleichmäßige Gewichtung der Umwelt, Wirtschaft und Gesellschaft für eine nachhaltige Entwicklung hervor. Die Säule der Umwelt umfasst den Erhalt natürlicher Lebensgrundlagen für jetzige und zukünftige Generationen, durch die Reduktion des Ressourcenverbrauchs und die Minimierung negativer menschlicher Umweltauswirkungen. Unter der wirtschaftlichen Säule wird die gerechte Verteilung des Wohlstands unter allen aktiven Wirtschaftsakteuren verstanden. Bei der Säule der Gesellschaft geht es um die Schaffung einer gerechten Gesellschaft, in der alle menschlichen Grundbedürfnisse befriedigt und die Menschenrechte geschützt werden.

### Integration
Im Gegensatz zum Produktmanagement bedingt die Idee von nachhaltiger Entwicklung nicht zwangsläufig den Erhalt von bestehenden Märkten oder Produkten. Mit der Integration von Nachhaltigkeit in das Produktmanagement gilt es neben der Erfüllung dieser betriebswirtschaftlichen Aufgabe, zusätzlich konkrete Nachhaltigkeitsaspekte in Produkten oder Produktlinien zu optimieren. Das bedeutet, das Produktmanagement wird um die Aufgabe ergänzt, Konfliktpunkte zwischen Markterfolg und Nachhaltigkeit zu identifizieren und diese bei der Maßnahmenumsetzung zu berücksichtigen.
Eine Orientierungshilfe zur Maßnahmenfestlegung können Handlungsfelder der ISO 26000 darstellen. Dieser ist ein Leitfaden, der Unternehmen dabei helfen soll, Prinzipien und Praktiken gesellschaftlicher Verantwortung zu implementieren.
Optimierungsimpulse für das Nachhaltigkeitsmanagement können aus dem nachhaltigen Produktmanagement kommen, umgekehrt kann auch das Nachhaltigkeitsmanagement Aspekte liefern, welche auf Produktebene weiterentwickelt und umgesetzt werden.

### Konfliktpunkte und Herausforderungen
Das Nachhaltigkeitsmanagement und das Produktmanagement haben unterschiedliche Ziele, die miteinander vereinbar sein können, aber auch teilweise im Konflikt stehen. Beide Ansätze verwenden verschiedene Methoden, um ihre jeweiligen Ziele zu erreichen und umzusetzen.

#### Beispiele für Herausforderungen
- Unterschiedliche Begriffe: Das Nachhaltigkeitsmanagement hat eine umfangreichere Auffassung des Produktlebenszyklus. Während das Produktmanagement an den Grenzen des Produktes am Markt endet, betrachtet das Nachhaltigkeitsmanagement den gesamten stofflichen Lebenszyklus von der Entstehung bis zur Entsorgung. Optimalerweise werden die Rohstoffe dabei vollständig wieder verwendet.

- Unterschiedliche Ziele: Das Produktmanagement zielt lediglich auf den Markterfolg von Produkten ab, wohingegen das Nachhaltigkeitsmanagement darauf abzielt, negative Umweltauswirkungen des Unternehmens zu reduzieren und soziale sowie wirtschaftliche Verantwortung zu übernehmen.

Um nachhaltige Produkte erfolgreich zu entwickeln und zu vermarkten, müssen Unternehmen monetäre Ziele mit ökologischen und sozialen Zielen vereinen. Die Umsetzung erfordert neue Zusammenarbeit, innovative Produkte und Geschäftsmodelle, die auf Kreislaufwirtschaft und Nachhaltigkeit ausgerichtet sind.

## Relevanz

### Relevanz in der Theorie
Wie im Kapitel Herausforderungen beschrieben, werden Unternehmen vor Zielkonflikte gestellt, wenn es darum geht, gleichzeitig Wirtschaftlichkeits- und Nachhaltigkeitsziele zu verfolgen.
In manchen Situationen haben sowohl das Produktmanagement als auch das Nachhaltigkeitsmanagement gemeinsame Ziele. Sie können somit kooperieren und sich gegenseitig unterstützen. Dies kann geschehen, indem umweltfreundliche Produkte entwickelt werden, welche Kundengruppen mit Nachhaltigkeitstendenz ansprechen und somit neue Marktchancen und Wettbewerbsvorteile verschaffen.
Konfliktpunkte können beispielsweise bei der Preisorientierung entstehen. Während das Nachhaltigkeitsmanagement einen höheren Preis bedingt, aufgrund von beispielsweise fairer Entlohnung entlang der Wertschöpfungskette, kann ein Ziel des Produktmanagements sein, Preisführerschaft anzustreben, d. h. das Produkt möglichst günstig am Markt anzubieten. Das nachhaltige Produktmanagement ist dazu da, diese Konfliktpunkte anzugehen, Lösungen zu finden und Entscheidungen zu treffen. Ziel ist es dabei, eine optimale Gewichtung zwischen ökonomischen, ökologischen und sozialen Faktoren zu erreichen, damit Ziele aus Sicht des Produktmanagements und des Nachhaltigkeitsmanagements gleichermaßen berücksichtigt werden können.
Theoretischen Forschungsbedarf gibt es zum Beispiel bei der Identifizierung von innovativen Preis- und Ertragsmodellen für nachhaltige Produkte.

### Relevanz in der Praxis
Unternehmen werden von immer mehr Impulsen von Investoren, Kundengruppen oder Nichtregierungsorganisationen dazu motiviert, nachhaltige Produkte zu gestalten. Vor allem aber durch Gesetzesvorhaben, die zukünftig rechtlich bindend sein werden. Trotz dieser positiven Einstellungen von Stakeholder bleibt der Anteil an tatsächlich konsumierten nachhaltigen Produkten im Vergleich jedoch noch sehr niedrig. In diesem Zusammenhang kann das nachhaltige Produktmanagement eine bedeutende Rolle spielen, die Lücke zwischen dem Wunsch von nachhaltigeren Produkten und deren Angebot zu schließen. Praktischer Handlungsbedarf besteht beispielsweise bei der Vereinheitlichung von Nachhaltigkeitskennzeichnungen bei Produkten oder der Erfassung von Umweltauswirkungen eines Produktes.

## Ziele
Das Ziel des nachhaltigen Produktmanagement ist es, marktfähige, profitable und lieferbare Produkte auf dem Markt anzubieten, welche gleichzeitig die drei Säulen der Nachhaltigkeit bedienen.
Es gibt unterschiedliche Messgrößen, an denen der Erfolg eines Produkts bewerten werden kann. Die Marktfähigkeit könnte beispielsweise am Umsatz gemessen werden. Die Profitabilität zeigt sich durch den Gewinn. Die Lieferbarkeit kann anhand der Lieferfähigkeit eines Produktes gemessen werden. Mit Kennzahlen wie dem Carbon Footprint oder der Lebenszyklusanalyse können Aspekte der Nachhaltigkeit ermittelt werden.
Um Nachhaltiges Produktmanagement zu realisieren, sollten Unternehmen diese Messgrößen regelmäßig überprüfen, deren Fortschritt verfolgen und bei Bedarf Verbesserungen vornehmen. Dadurch kann eine kontinuierliche Verbesserung im Unternehmen gewährleistet werden.

## Aufgaben
Insgesamt gibt es zwei unterschiedliche Auffassungen des Produktlebenszyklus. Innerhalb des Produktmanagements wird von einem betrieblichen Produktlebenszyklus gesprochen, während aus Nachhaltigkeitssicht von einem stofflichen Produktlebenszyklus gesprochen wird.
Um die strategischen und operativen Aufgaben im Nachhaltigen Produktmanagement zu definieren, werden diese im Folgenden dem betrieblichen Produktlebenszyklus mit Fokus auf die einzelnen Produktentstehungsphasen zugeordnet.

### Produktendeckung
In der Phase der Produktentdeckung gilt es, Ideen für Produkte nach individuell festgelegten Kriterien zu finden und diese anschließend zu selektieren. Diese Kriterien können beispielsweise aus Marktanforderungen und/oder durch einen Beitrag zur nachhaltigen Entwicklung entstehen.

### Produktdefinition
Innerhalb der Produktdefinition besteht die Möglichkeit, Nachhaltigkeitsaspekte ins Produktmanagements effektiv zu implementieren.
Gleichzeitig kann in dieser Phase eine stoffbezogene End-of-Life-Strategie erarbeitet und in die Definition des Produktes integriert werden.
Während dieser Phase werden die Marktpositionierung, die Produktanforderungen, das Wertschöpfungsmodell und die Profitabilität definiert.

#### Marktpositionierung
Im Rahmen der Marktpositionierung muss die Entscheidung getroffen werden, ob das Produkt explizit als nachhaltiges Produkt positioniert wird, das einen direkten Nachhaltigkeitsanspruch erfüllt oder ob nachhaltige Aspekte bei der Positionierung am Markt nicht berücksichtigt werden.

#### Produktanforderung
Während der Definition der Produktanforderungen analysieren Produktmanager Kundenbedürfnisse, legen darauf basierend Anforderungen fest und priorisieren diese.
Zusätzlich können hierbei Nachhaltigkeitsaspekte wie beispielsweise Kreislauffähigkeit, Langlebigkeit, faire Arbeitsbedingungen der Bezugsquellen o. ä. in den Anforderungskatalog mit einbezogen werden.

#### Wertschöpfungsmodell
Ein Produktmanager ist verantwortlich für die Entwicklung und Optimierung des Wertschöpfungsmodells eines Produkts. Dabei wird definiert, welche Geschäftsprozesse zur Realisierung der Leistungsversprechen relevant sind und welche Anforderungen erfüllt werden müssen.
Hierbei kommen soziale und ökologische Fragestellungen auf. Diese sollen im Rahmen dieser Phase beantwortet werden.

#### Profitabilität
Die Basis für die Profitabilitätsabschätzung, bilden die zuvor erläuterten Meilensteine der Produktdefinition. Innerhalb der Profitabilitätsabschätzung werden Umsätze und Kosten abgeschätzt. Daraufhin sollte der Marktpreis ermittelt werden, damit das Produkt für das Unternehmen wirtschaftlich ist.

### Produktrealisierung
Innerhalb der Produktrealisierung geht es darum, die in der Produktdefinition festgelegten Ziele und Anforderungen umzusetzen. In dieser Phase können Nachhaltigkeitsaspekte lediglich geringfügig in das Produkt und dessen Prozesse integriert werden, da ausschließlich kleinere Modifikationen hinsichtlich Materialien, Produktionsstandorte oder ähnliches möglich sind. Zugleich wird ein Konzept zur Markteinführung gestaltet.

### Markteinführung
Innerhalb der Markteinführung liegen die Aufgabenschwerpunkte auf der Kommunikation mit Stakeholdern sowie auf der Vorbereitung der Vertriebskanäle. Die Möglichkeit der Integration von Nachhaltigkeitsaspekten ist in dieser Phase größtenteils abgeschlossen, da definierte Prozesse in dieser Phase bereits festgelegt und nur durch hohen Aufwand veränderbar sind.

### Produktcontrolling
Während des Produktcontrollings haben Produktmanager die Aufgabe, das Produkt zu überwachen, Steuerungsmaßnahmen zu entwickeln und umzusetzen. Dabei ergibt sich die Frage, welche Messindikatoren den Status des Produktes erheben können. Anhand des erhobenen Status soll ein Produktmanager Maßnahmen entwickeln, um es zu optimieren bzw. zu erweitern. Innerhalb des nachhaltigen Produktmanagements gilt es, Produkte mit Messindikatoren wie Kundenzufriedenheit und Absatzzahlen weiterzuführen. Ein erweiterter Messindikator kann beispielsweise der Product-Carbon Footprint sein.

### Produktelimination
In der Phase der Produktelimination gilt es zu definieren, wann das Produktlebensende am Markt erreicht ist. Die Eliminierungsentscheidung muss zum einen aus Unternehmenssicht, zum anderen aus Kundensicht betrachtet werden. Auf Basis der Entscheidung werden anschließend Lösungsansätze und Strategien entwickelt, welche daraufhin kommuniziert und umgesetzt werden müssen.